# Assé-le-Bérenger
Assé-le-Bérenger è un comune francese di 419 abitanti situato nel dipartimento della Mayenne nella regione dei Paesi della Loira.

## Società

### Evoluzione demografica
Abitanti censiti